# John Duncan senior

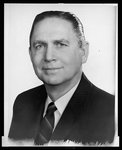
John Duncan

John James Duncan Sr. (* 24. März 1919 in Huntsville, Scott County, Tennessee; † 21. Juni 1988 in Knoxville, Tennessee) war ein US-amerikanischer Politiker. Zwischen 1965 und 1988 vertrat er den Bundesstaat Tennessee im US-Repräsentantenhaus.

## Werdegang
John Duncan besuchte die öffentlichen Schulen seiner Heimat und studierte danach bis 1942 an der University of Tennessee in Knoxville. Während des Zweiten Weltkrieges war er zwischen 1942 und 1945 Soldat der US Army. Nach einem anschließenden Jurastudium an der Cumberland University in Lebanon und seiner im Jahr 1947 erfolgten Zulassung als Rechtsanwalt begann er in seinem neuen Beruf zu  arbeiten. Zwischen 1947 und 1956 war er stellvertretender Generalstaatsanwalt in Knoxville und von 1956 bis 1959 war er Leiter der Rechtsabteilung (Law Director) dieser Stadt. Von 1959 bis 1965 amtierte Duncan als Bürgermeister von Knoxville.
Politisch war Duncan Mitglied der Republikanischen Partei. In den Jahren 1960, 1968 und 1984 war er Delegierter zu den jeweiligen Republican National Conventions. Bei den Kongresswahlen des Jahres 1964 wurde er im zweiten Wahlbezirk von Tennessee in das US-Repräsentantenhaus in Washington, D.C. gewählt, wo er am 3. Januar 1965 die Nachfolge von Irene Baker antrat. Nach elf Wiederwahlen konnte er bis zu seinem Tod am 21. Juni 1988 im Kongress verbleiben. Dort war er zeitweise Mitglied im Steuerausschuss. Duncan galt als sehr konservativer Abgeordneter. Während seiner Zeit im US-Repräsentantenhaus endeten der Vietnamkrieg und die heiße Phase der Bürgerrechtsbewegung. Im Jahr 1974 wurde auch die Arbeit des Kongresses durch die Watergate-Affäre erschüttert. Außerdem wurde im Jahr 1971 der 26. Verfassungszusatz verabschiedet.
Nach seinem Tod wurde sein Sohn Jimmy bei der fälligen Nachwahl als sein Nachfolger in das US-Repräsentantenhaus gewählt.